# 大基米蒂納河
大基米蒂納河是俄羅斯的河流，位於堪察加半島，河道全長約105公里，流域面積2,330平方公里，河水主要來自融雪和雨水，最終注入堪察加河，是鮭魚的產卵地。